# Курт (имя)
Курт — мужское имя.
- Kurt — происходит от уменьшительной формы германского имени Konrad / Conrad. Имеет родственные формы: Cord, Curd, Curt, Kurth, Kurtu, Cort, Kort.
- Curt — происходит от уменьшительной формы английского имени Curtis / Curtiss, которое имеет французско-испанское происхождение.

## Варианты имени на разных языках
- Испанский — Conrado, уменьшительное — Conradito.
- Португальский — Conrado, уменьшительные — Com, Con, Conradinho, Conzinho, Rado.
- Итальянский — Corrado, уменьшительные — Corradino, Dino, Dinetto, Corraduccio, Duccio.
- Польский — Konrad, уменьшительные — Konio, Konradek.
- Чешский — Konrád, уменьшительные — Konrádek, Konek, Kuneš, Radek.
- Датский — Konrad, Kurt.
- Шведский — Konrad, Kurt (Курт), уменьшительное — Kurre.
- Норвежский — Konrad, Kurt, уменьшительное — Kurre.